# Хурба (аэропорт)
Хурба́ (аэропорт Комсомольск-на-Амуре, ИАТА: KXK, ИКАО: UHKK) — аэродром совместного базирования, расположенный в 17 км к югу от города Комсомольска-на-Амуре. Региональный аэропорт Комсомольска-на-Амуре и авиабаза Министерства обороны РФ. Не функционирует с конца 2023 года.

## История

### Военный аэродром (гарнизон Хурба-2)
Аэродром построен в годы Великой Отечественной войны, старая ИВПП длинной 810 метров в настоящее время не используется. На аэродроме дислоцировались:
- в период с ноября 1948 года по июнь 1962 года 311-й истребительный авиационный полк ПВО на самолетах Як-9, МиГ-15, МиГ-17 и Су-9. Расформирован на аэродроме 21 июня 1962 года[2]
- с 1991 по 1998 гг. 216-й истребительный авиационный полк на самолётах Су-27.
- 277-й бомбардировочный Млавский Краснознаменный авиационный полк на фронтовых бомбардировщиках Су-24М с октября 1970 года по 1 сентября 2009 года.
- База резерва самолетов, в/ч 22659.

В 2009 году части гарнизона реорганизованы в 6988-ю Млавскую авиабазу 1-го разряда.
В 2010 году гарнизон стал центром (с дислокацией управления) 6983-й гвардейской авиабазы.
В 2013 году авиабаза расформирована, вновь сформирована в/ч 77983 (277-й бап) и управление 303-й смешанной авиационной дивизии (бывшее управление 6983 АвБ).
Аэродром построен по стандартам Министерства обороны РФ, имеются рассредоточенные стоянки, арочные железобетонные укрытия (ЖБУ) для самолётов и резервная грунтовая ВПП параллельно бетонной. Также на аэродроме имеется здание аэровокзала и перрон для самолётов гражданской авиации.

### Аэропорт
С 1934 по 1964 год аэропорт в городе Комсомольске-на-Амуре располагался в п. Победа на аэродроме Дзёмги и принимал самолеты По-2, Як-12, Ли-2, Ан-2.
В 1964 году был выделен гражданский сектор на аэродроме ПВО Хурба. В 1971 году было закончено строительство первой очереди аэропортовых объектов. Начались пассажироперевозки в направлении на Хабаровск, Владивосток, Южно-Сахалинск, Благовещенск, Николаевск, Чумикан, Аян, им. Полины Осипенко. Эксплуатировались Ан-2, Ил-14, Ан-24.
С 1977 года стали выполняться рейсы в Москву с промежуточной посадкой в Новосибирске на Ил-18.
В 1983 году в аэропорту сформирована Комсомольская объединенная авиационная эскадрилья на самолётах Л-410, для полётов по местным воздушным линиям.
В 1985 году прекращены регулярные рейсы Ил-18 и начаты полёты Ту-154 в направлении на Москву, Новосибирск, Красноярск, Хабаровск.
В 1991 году было перевезено 220 тыс. пассажиров, 288 т почты и 800 т грузов, выполнялось по 22 пассажирских рейса ежедневно. Но уже со следующего года наступил спад, начался развал страны и всей отработанной годами сложной системы. Комсомольский аэропорт в этой печальной череде событий не стал исключением.
С 1999-го по 2009-й год аэропорт был фактически закрыт для пассажирского сообщения, в летнее время (периодически) выполнялись рейсы в Москву АК «Красноярские авиалинии» на самолётах Ту-154 с промежуточной посадкой в Красноярске (раз в неделю). Летом 2009 года после десятилетнего перерыва вновь стали выполняться авиарейсы в Москву — перевозки осуществляла авиакомпания «Владивосток Авиа» на воздушном судне Ту-204-300. В конце 2011 года «Владивосток Авиа» была куплена «Аэрофлотом», руководство которого признало полеты в Комсомольск-на-Амуре убыточными, и крупный дальневосточный промышленный центр снова остался без прямого воздушного сообщения со столицей. В 2012 году удалось договориться с авиакомпанией Якутия о выполнении регулярных рейсов по вторникам и четвергам в Москву на Boeing 757—200 (единственный рейс в расписании). Данное расписание действовало до 2013 года.
В 2011—2012 годах наблюдалось некоторое оживление в пассажирских и грузоперевозках. Аэропорт не закрывался, заработная плата не задерживалась.
В марте 2016 года состояние аэропорта отражало общий упадок, в котором находится город Комсомольск-на-Амуре с начала 1990-х годов. Фактически аэропорт был закрыт: авиасообщение с Москвой прервано (рейс авиакомпании «ВИМ-Авиа» был отменен с 1 апреля 2016 года), с 1 июня также отменяется рейс в/из Хабаровска. Здание аэровокзала 1974 года постройки не реконструировалось с момента открытия, значительно устарело как морально, так и физически, и выставлено на продажу за 61.000.000 рублей.
Продажа акций АО «Комсомольский Аэропорт» состоялась 31 мая 2016 года . Сумма сделки составила 70 150 000 рублей. По неподтвержденным данным, покупатель акций — ПАО «Газпром нефть».
До начала 2000-х годов на подъезде к аэровокзалу стоял памятник самолету Ил-14.
В конце 2023 года аэропорт был закрыт на ремонт взлëтно-посадочной полосы.

## Принимаемые типывоздушных судов
Let L-410 Turbolet, Ан-12, Ан-24, Ан-26, Ан-28, Ан-30, Ан-32, Ан-72, Ан-74, Ан-140, Ил-76, Ту-134, Ту-154, Ту-204, Ту-214, Як-40, Як-42, Airbus A319, Airbus A320, Boeing 737(-200,-500), Boeing 757(-200), DHC-8-100,200,300,400, Bombardier Global Express , Sukhoi Superjet 100 и все более лёгкие, вертолёты всех типов.

## Показатели деятельности
| год        | 2014   | 2015   | 2016 | 2017   | 2018 | 2019 | 2020 | 2021 |
| пассажиров | 26 082 | 34 823 | 9426 | 15 182 | 5818 | 8703 | 7728 | 9862 |
| Источники: |        |        |      |        |      |      |      |      |

## Авиакомпании и пункты назначения
По состоянию на 2021 год в аэропорту Комсомольска-на-Амуре осуществляются пассажирские рейсы по следующим направлениям: